# Peter Kreeft
Peter Kreeft (Paterson, Nueva Jersey, 16 de marzo de 1937) es un apologista católico, profesor de filosofía en el Boston College y en el King's College, autor de más de 45 libros incluyendo Fundamentals of the Faith, Everything you Ever Wanted to Know about Heaven, y Back to Virtue. Algunos lo consideran el mejor filósofo católico actual de Estados Unidos. Sus ideas provienen de la tradición religiosa y filosófica, especialmente de Sócrates, Tomás de Aquino, G.K. Chesterton y C.S. Lewis. Kreeft tiene escritos sobre la lógica socrática, el océano, Jesucristo, la Summa Theologica, ángeles, Blaise Pascal, y el Cielo, así como trabajos sobre el Problema del Mal, por el cual ha sido entrevistado por Lee Strobel en su superventas, The Case for Faith.

## Carrera académica
Kreeft tomó un A.B. en el Calvin College (1959), y un M.A. en la Fordham University (1961). En la misma Universidad completó su tesis doctoral en 1965. En la Universidad de Yale realizó brevemente sus estudios de posgrado. 
El Dr. Kreeft ha recibido varios premios por sus logros en filosofía. Entre ellos destacan: Woodrow Wilson, Yale-Sterling Fellowship, Newman Alumni Scholarship, Danforth Asian Religions Fellowship, Weathersfield Homeland Foundation Fellowship

## Obras
- Summa of the Summa — Los pasajes esenciales de la Summa Theologica de Santo Tomás de Aquino editados y explicados para principiantes
- Shorter Summa — Versión abreviada del trabajo Summa of the Summa
- Christianity for Modern Pagans: Pascal's Pensees
- Philosophy 101 by Socrates
- Refutation of Moral Relativism
- Making Sense Out of Suffering
- Socratic Logic
- Three Philosophies of Life (1989)
- Everything You Ever Wanted To Know About Heaven... But Never Dreamed of Asking (1990)
- Handbook of Christian Apologetics (with Ronald K. Tacelli) (1994)
- How to Win the Culture War (2002)
- The Philosophy of Tolkien: The Worldview Behind "The Lord of the Rings" (2005)
- The Philosophy of Jesus — On the wisdom of Jesus
- Between Heaven and Hell: A Dialog Somewhere Beyond Death with John F. Kennedy, C.S. Lewis and Aldous Huxley (1982)
- Socrates Meets Jesus
- Socrates Meets Machiavelli
- Socrates Meets Marx
- Socrates Meets Sartre
- Back to Virtue
- The Unaborted Socrates
- Three Approaches to Abortion[1]
- The Sea Within
- Shadowlands
- C.S. Lewis for the Third Millennium — Seis ensayos sobre el libro de Lewis "La Abolición del Hombre"
- Love Is Stronger Than Death

### Ediciones en español
- Kreeft, Peter (2002). Viajando con Sócrates: guía espiritual para peregrinos modernos. Panorama. ISBN 9789683811240.
- — (2002). Sócrates sobre el aborto: Un dramático debate sobre los temas que rodean al aborto. Panorama Editorial. ISBN 9789683811257.
- – (2004). Cómo tomar decisiones: sabiduría práctica para cada día. Ediciones Rialp. ISBN 978-84-321-2964-3. (enlace roto disponible en Internet Archive; véase el historial, la primera versión y la última).
- — (2005). Cristianismo para paganos modernos. Educa. ISBN 9789871085033.
- — (2006). Diálogos con Sócrates: Un recorrido con el filósofo en busca de la verdad. Panorama Editorial. ISBN 9789683814777.
- — (2009). Relativismo: ¿relativo o absoluto?. Universidad Francisco de Vitoria. ISBN 9788489552432.
- — (2020). ¿Símbolo o sustancia? Un diálogo sobre la eucaristía entre C. S. Lewis, Billy Graham y J. R. R. Tolkien. Homo Legens. ISBN 9788418162008.